# Робърт Дал
Робърт Алан Дал (р. 17 декември 1915), е заслужил професор на политическите науки в университета в Йейл, където той става Ph.D. по политология през 1940 г. Той е бивш президент на американската асоциация на политическите науки и е един от най-изявените съвременни политолози. Почетен доктор е по право на Харвардския университет.
Дал е често описван като доайен на американските политолози и политически философи. Той спечелва тази титла благодарение на трудовете си, на неговото изключително интелектуално водачество и на факта, че много изявени политически учени са били негови ученици. В края на 50-те и началото на 60-те години на 20 век води стана класически днес диспут с Райт Милс за формата на политиката в САЩ. Мил поддържа мнението, че американските правителства трябва да се представляват от единен и демографски тесен елит. Дал отговаря, че има и много други елити, които трябва да работят в съревнование и в компромис един с друг. Ако това не е демография в популистки смисъл, Дал участва в спора, това е най-малкото полиархия (плурализъм). В може би най-известния си труд „Кой управлява“ (1961 г.) той изучава структурите на властта (формални и неформални) в град Ню Хевън (Кънектикът), открива подкрепа на този негов възглед.
В края на 60-те години неговите заключения са оспорени от учени като Джордж Уилям Домхоф и Чарлз Линдблом (приятели и колеги на Дал). В следващите години трудовете на Дал приемат по-песимистичен тон. В „Колко демократична е американската конституция?“ (2001 г.) той твърди, че конституцията е много по-малко демократична, отколкото трябва да бъде, и че нейните автори са действали от позиция на дълбоко невежество за бъдещето. Той добавя, че много малко или нищо не може да бъде направено. („Недостатък от някакъв конституционен провал, който аз нито предвиждам и, разбира се, не желая“).

## Термини на влияние
Един от неговите най-важни приноси е обяснението за разнообразието от власт, които той определя като „А“ успява да накара „Б“ да върши това, което „А“ успява да иска. Дал предпочита по-неутрални термини на влияние (Майкъл Роскин), които той нарежда в класификацията от най-доброто към най-лошото.
1. Рационално убеждаване – най-хубавата форма на влияние, която означава да се казва истината и защо човек трябва да върши нещо така, както вашият лекар ви убеждава да спрете пушенето.
2. Манипулативно убеждаване – една степен по-надолу означава да се лъже и да се предвижда някои, за да свърши нещо
3. Подстрекателство – още по-надолу означава да се предлагат награди или наказания за някого да свърши нещо (напр.подкупване)
4. От позиция на силата – заплашване с жестоки наказания, такива като затвор или загуба на работа.
5. Принуда – тя е сила, в която нямаш избор, ти трябва да свършиш, каквото е необходимо.
6. Физическа сила – насилие, придружено със заплаха за побой.

Така ние може да кажем кои правителства са най-добрите: тези, които използват влияние в горната част на класацията. Най-лошата употреба на неприятни форми на влияние са в долния край.

## Демокрации и полиархии
В друга забележителна книга, „Демокрацията и нейните критици“ (1989), Дал изяснява своя възглед за демокрацията. Никоя модерна страна не отговаря на идела за демокрация, което е теоретична утопия. За да се достигне идеалът е необходимо да се изпълнят 5 критерия.
1. Ефективно участие – гражданите трябва да имат адекватни и равни възможности да оформят своите предпочитания за обществения дневен ред и да дават причини за последствия на едното над другото.
2. Равенство при гласуването при решителна фаза – всеки гражданин трябва да бъде уверен, че неговите или нейните решения ще бъдат считани като равни по тежест с решенията на другите.
3. Показателно разбиране – гражданите трябва да се ползват от обширни и еднакви възможности за откриване и потвърждаване какъв избор най-добре ще служи на техните интереси.
4. Контрол на дневния ред – демосът (хората) трябва да имат възможност да решат какви са политическите проблеми и какви трябва да бъдат дебатите.
5. Включителност – равенството трябва да важи за всички граждани вътре в щата. Всеки трябва да има справедлива част в политическия процес.

Вместо това той нарича политическите напреднали страни „полиархии“. Полиархиите са за официални и честни избори, включително избирателните права да бъдеш избран, свобода на изразяването, алтернативна информация, асоциативна автономия. Тези институции са много напредничави в това, че те създават многочислени центрове за политическа сила.

## Отличия
Робърт Дал е носител на наградата Йохан Скайт за политическа наука през 1995 г.

## Критика
В студията си „Кой управлява в новите небеса на Дал?“ социологът Джордж Уилям Домхоф опонира на възгледа на Дал за властта. Политическият философ Чарлс Блатберг критикува опита на Дал да определи демокрацията с един набор от необходими условия.